# Hostel (film)
Hostel je druhý film amerického režiséra Eli Rotha. Produkován byl Quentinem Tarantinem. Děj se odehrává v Bratislavě na Slovensku.
Jedná se o hororový snímek, v Česku přístupný až od 18 let. Byl natáčen v Česku, převážně v Praze a Českém Krumlově. Z toho plyne velké zapojení českých herců i účast Čechů ve výrobním týmu.
Na Slovensku vzbudil film velmi negativní reakce kvůli obavám, že zobrazení Slovenska jako země hrůzy poškodí nejen jeho obraz v zahraničí, ale především cestovní ruch. Režisér Eli Roth se ale hájí tím, že naopak díky jeho snímku se o Slovensku většina Američanů teprve dozví.[zdroj?]

## Obsazení
| Jay Hernandez       | Paxton              |
| Derek Richardson    | Josh                |
| Eythor Gudjonsson   | Oli                 |
| Barbara Nedeljáková | Natalya             |
| Jana Kadeřábková    | Světlana            |
| Jan Vlasák          | holandský byznysmen |
| Rick Hoffman        | americký byznysmen  |
| Jennifer Lim        | Kana                |
| Josef Bradna        | řezník              |
| Miroslav Táborský   | přátelský policista |

## Hudba
Režisér Eli Roth použil pro hudbu písně známých československých umělců 80. let jako Michala Davida ad.
Na diskotéce v Českém Krumlově v klubu Růže zazní také song skupiny Team - Drzim ti miesto.